# Nova Europa (ort)
Nova Europa är en ort i Brasilien.   Den ligger i kommunen Nova Europa och delstaten São Paulo, i den sydöstra delen av landet, 700 km söder om huvudstaden Brasília. Nova Europa ligger 491 meter över havet och antalet invånare är 9 301.
Terrängen runt Nova Europa är platt. Närmaste större samhälle är Tabatinga, 14,7 km nordväst om Nova Europa.
Omgivningarna runt Nova Europa är en mosaik av jordbruksmark och naturlig växtlighet. Runt Nova Europa är det glesbefolkat, med 17 invånare per kvadratkilometer.